# شدلمین
شدلمین (به لهستانی:  Siedlemin) یک روستا در لهستان است که در گمینا یاروچین (استان لهستان بزرگ‌تر) واقع شده‌است.